# Luís Boa Morte
Luís Boa Morte Pereira [luˈiʃ ˈboɐ ˈmɔɾtɯ] (* 4. August 1977 in Lissabon) ist ein ehemaliger portugiesischer Fußballspieler. Ausgebildet bei Sporting Lissabon und vielseitig im Mittelfeld und Angriff einsetzbar wechselte er 1997 in die englische Premier League zum FC Arsenal, bei dem er auf Anhieb die englische Meisterschaft gewann. Weitere nennenswerte Stationen in London waren später noch der FC Fulham und West Ham United.

## Sportlicher Werdegang

### FC Arsenal (1997–1999)
Boa Morte, dessen Eltern aus São Tomé und Príncipe stammten, wurde zur Saison 1997/98 für 2,75 Millionen Pfund von Sporting Lissabon zum FC Arsenal transferiert, nachdem ihn Arsène Wenger bei einem U-21-Nachwuchsturnier in Toulon im Sommer 1997 entdeckt hatte. Gleich in seinem ersten Jahr war Boa Morte Bestandteil der Mannschaft, die 1998 das „Double“ aus englischer Meisterschaft und FA Cup gewann. Dabei stand er zumeist im Schatten anderer Offensivspieler, die ebenfalls zu dieser Zeit verpflichtet worden waren, wie zum Beispiel Nicolas Anelka und Marc Overmars. Als trickreicher Flügelspieler und Flankengeber galt er als optimaler Kader- und Ergänzungsspieler. Er absolvierte 15 Premier-League-Spiele (darunter vier von Beginn an) und weitere vier Partien im englischen Pokal, wobei er im Finale fehlte, als Arsenal nach Treffern der genannten Overmars und Anelka Newcastle United mit 2:0 besiegte. Seine ersten beiden Tore hatte er zuvor am 14. Oktober 1997 gegen Birmingham City (4:1) im Ligapokal geschossen.
Der erhoffte Entwicklungsschritt im zweiten Jahr blieb für Boa Morte bei Arsenal aus. Einzige Höhepunkte während der Spielzeit 1998/99, in der Arsenal die Vizemeisterschaft gewann, waren sein Treffer in der dritten Runde des FA Cups gegen Preston North End, als Arsenal einen 0:2-Rückstand in einen 4:2-Sieg umwandelte und ein weiteres Tor in der Champions League gegen Panathinaikos Athen (3:1). Seine sportliche Zukunft beim Klub war jedoch offensichtlich unsicher, so dass er im August 1999 für 500.000 Pfund zum Erstligakonkurrenten FC Southampton weiterzog.

### FC Southampton (1999–2000)
Boa Mortes Einstand in Southampton verlief unglücklich mit einer roten Karte im zweiten Spiel beim FC Middlesbrough (2:3) und im weiteren Verlauf der Saison 1999/2000 fand er sich zumeist auf der Ersatzbank wieder. Sein wohl bestes Spiel bestritt er am 3. Januar 2000 gegen Bradford City (1:0), in dem er auf seiner bevorzugten linken Seite zu zahlreichen Sprints ansetzte und damit die gegnerische Defensive vor große Probleme stellte. Anschließend wurde er für die gesamte Spielzeit 2000/01 an den Zweitligisten FC Fulham ausgeliehen.

### FC Fulham (2000–2007)
In Fulham übertraf Boa Morte sofort alle Erwartungen und er schoss in einem Jahr 21 Pflichtspieltore. Dabei agierte er nun als Angreifer und bildete sowohl mit Louis Saha als auch mit Barry Hayles eine Sturmpartnerschaft. Fulham gelang mit der Zweitligameisterschaft der Aufstieg in die Premier League und für 1,7 Millionen Pfund nahm ihn Trainer Jean Tigana „fix“ unter Vertrag. Fortan setzte ihn Tigana als Außenspieler im Mittelfeld ein und so reduzierte sich die Torausbeute in der Saison 2001/02 auf einen Ligatreffer. Als temperamentvoller Fußballer machte er in diesem Jahr auch negativ von sich reden, da er wegen Spuckens und einer „Schwalbe“ jeweils des Feldes verwiesen wurde. Nach dem Gewinn des UI-Cups 2002, der Fulham die Qualifikation für den UEFA-Pokal einbrachte, startete Boa Morte mit einer guten Leistung im ersten Ligaspiel gegen die Bolton Wanderers (4:1) in die neue Saison 2002/03. Weiterhin als Konstante im linken Mittelfeld und gelegentlich im Angriff aushelfend, fiel er vor allem im UEFA-Pokal auf mit seinen Treffern im Duell gegen Dinamo Zagreb. Mit zehn Pflichtspieltreffern in der Saison 2003/04 – der vereinsintern zweitbesten Ausbeute – meldete sich Boa Morte als „Torjäger“ zurück und füllte dabei auch eine Lücke, die Sahas Weggang hinterlassen hatte. Ungeachtet der enttäuschenden „Nicht-Nominierung“ für die Euro 2004 im eigenen Land wiederholte er in der Spielzeit 2004/05 die Leistungen aus dem Vorjahr, schoss mit neun Toren nur einen weniger und zeigte ein persönliches Glanzlicht beim 4:1-Auswärtssieg gegen Newcastle United.
Vor Beginn der Saison 2005/06 wurde Boa Morte zum neuen Mannschaftskapitän des FC Fulham befördert. Einher damit ging eine neue Rolle, die vorsah, dass er etwas zurückgezogener im Mittelfeld „die Fäden zog“. Zur Rückrunde kehrte er jedoch wieder auf den linken Flügel zurück und neben seinem „Solotreffer“ gegen Charlton Athletic (2:1) entschied er das Derby gegen den amtierenden Meister FC Chelsea (1:0). Im September 2006 zog er sich im Duell mit Tottenham Hotspur einen Wangenbruch zu. Nach seinem Comeback hatte er zunächst Probleme seine vorherige Form zu finden, bevor er zu einem langerwarteten Sieg gegen den Londoner Rivaler Arsenal beitrug. Obwohl er weiter Kapitän des Teams blieb, entschloss er sich im Januar 2007 zu einem Wechsel innerhalb der Premier League zu West Ham United, der Fulham eine Ablöse in Höhe von rund fünf Millionen Pfund einbrachte.

### West Ham United (2007–2011)

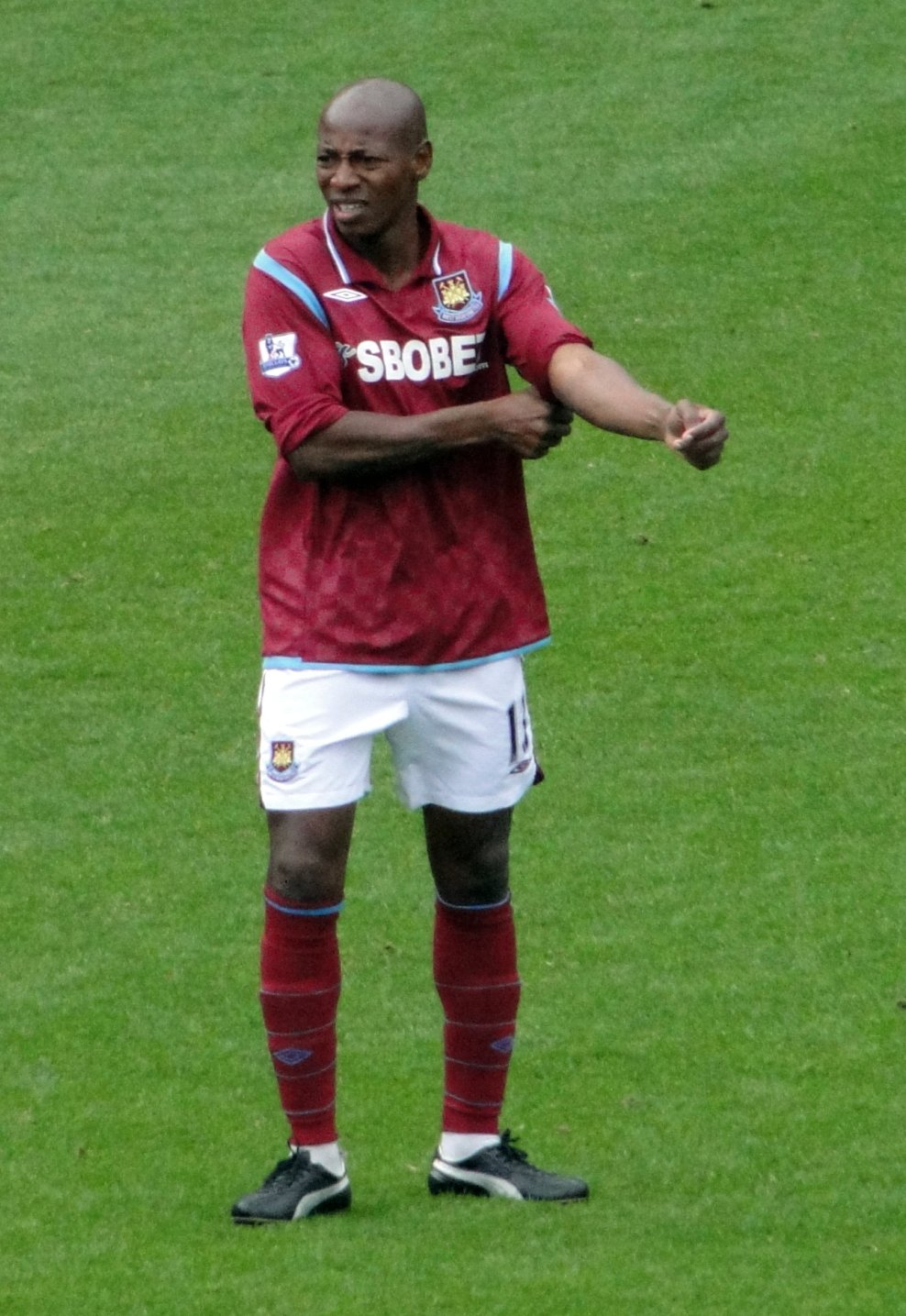
Boa Morte bei West Ham im Mai 2010

Nach Boa Mortes positivem Einstand bei den „Hammers“ gegen Brighton & Hove Albion (3:0), bei dem er zwei Tore vorbereitete, hatte er mit Verletzungen zu kämpfen. Über die Ersatzbank war er aber maßgeblich am Klassenerhalt 2007 beteiligt, der erst am letzten Spieltag durch einen 1:0-Auswärtssieg gegen Manchester United sichergestellt wurde. In den folgenden beiden Jahren bis zum Ende der Saison 2008/09 kam er jeweils auf 27 Ligaspiele. Wenngleich er zu Beginn der Spielzeit 2008/09 häufiger nur als Ergänzungsspieler von der Ersatzbank zum Einsatz kam, zeigte er sich zum Ende wieder formstark, vor allem am letzten Spieltag gegen den FC Middlesbrough (2:1).
In der Saisonvorbereitung im Sommer 2009 in Asien riss sich Boa Morte das Kreuzband. Er musste bis Mai 2010 auf seine Rückkehr warten und bei seinem einzigen Einsatz in diesem Jahr schoss er ein Tor gegen Manchester City (1:1). Boa Morte verlängerte im Juni 2010 seinen Vertrag bei West Ham United um zwei weitere Jahre, aber bereits nach einem Jahr verließ er den Klub, nachdem die „Hammers“ als Tabellenletzter aus der Premier League abgestiegen waren.

### Karriereausklang (2011–2013)
Nach kurzen Gastspielen in Griechenland bei AE Larisa (dort traf er auf seinen ehemaligen Fulhamer Trainer Chris Coleman) sowie in Südafrika bei den Orlando Pirates ließ er in England beim FC Chesterfield seine aktive Karriere ausklingen.

### Portugiesische Nationalmannschaft
Im April 2001 absolvierte Boa Morte gegen Frankreich sein erstes A-Länderspiel für Portugal. Drei Jahre später war er Olympiateilnehmer 2004 für Portugal und zwei weitere Jahre danach wurde er für die portugiesische Fußballnationalmannschaft in den Kader anlässlich der WM-Endrunde 2006 in Deutschland nominiert. Dort wurde er in der Gruppenphase gegen Mexiko (2:1) in der 80. Minute für Luís Figo eingewechselt. Insgesamt bestritt er 28 Länderspiele für Portugal. Dabei schoss er sein einziges Tor gegen Angola, wobei das prestigeträchtige Duell im November 2001 abgebrochen werden musste, nachdem vier angolanische Spieler vom Platz gestellt worden waren.

### Nach der aktiven Laufbahn
Nach dem Ende seiner aktiven Laufbahn wechselte Boa Morte ins Trainerfach und begann bei seinem Heimatklub Sporting Lissabon im Jugendbereich zu arbeiten.

## Titel/Auszeichnungen
- UI-Cup (1): 2002
- Englischer Meister (1): 1998
- Englischer Supercup (2): 1998, 1999